# Фасциолијаза
Фасциолоза или фасциолијаза или инфекција јетре метиљима једна је паразитска болест из групе зооноза, коју проузрокују два велика метиља из класе Трематода и рода Fasciola; лат. 1. Fasciola hepatica и 2. Fasciola gigantica Humans. Од њих оболева велики број врста домаћих и дивљих животиња, а нешто ређе и човек. Болест се јавља широм света, а посебно у регионима са интензивним гајењем оваца или говеда. Учесталост хумане инфекције у последњих 20 година значајно се повећала. У Европи, Северној Америци, Јужној Америци и Океанији од већег значаја је само паразит Fasciola hepatica, док су оба подједнако заступљена у многим областима Азије и Африке.
Примарни домаћини ових метиља су најчешће овце, козе и говеда, мада се као преносиоци помињу и магарци и свиње у Боливији, пацови на Корзици, нутрије у Француској и друге дивље животиње. У Индији је забележен случај оболевања слонова, а узрочник је био паразит Fasciola jacksoni.
Човек се инфицира конзумирањем заражене воде и хране биљног и животињског порекла. Ларве из црева одлазе у јетру, где сазревају, и као одрасле јединке пролазе кроз жучне путеве и лежу јаја која опет доспевају у танко црево и тако започињу нови животни циклус. Читав тај процес се у суштини састоји од две фазе: паренхималне и билијарне. Светска здравствена организација је објавила да је 1995. године од фасциолијазе боловало 2,4 милиона људи широм света и да за 180 милиона особа постоји ризик од инфекције.
Клинички се најчешће карактерише хроничним запаљењем јетре и жучних канала, и општом интоксикацијом и поремећајем виталних функција целог организма.

## Епидемиологија
Метиљавост је пашна хелминтоза, раширена по целом свету. Болест која највише напада преживаре, наноси велике економске штете сточарству на зараженим подручјима, нарочито у годинама повољним за развој паразита у спољној средини. Губици у сточном фонду настају услед велике смртности животиња, смањене продуктивности, као и услед одбацивања промењених јетри или целих трупова закланих кахектичних (мршавих) животиња.
У подводним подручјима метиљавост је обољење стационарно и ензоотског карактера.
Морталитет/Морбидитет
Због великог броја инфицираних људи широм света, фасциолозу прати значајан морбидитет. Код деце, фасциолоза је често праћена тешком анемије, иако је болест ретко фаталан.
Раса
Фасциолоза не показује склоност према одређеној раси.
Пол
Око 60% инфекција јавља се код мушкараца, што је највероватније узроковано занимањем (сточари, месари), исхраном, или рекреацијом у природи.
Старост
Иако су већина пријављених болесника одрасле особе, фасциолаза једнако погађа особе свих узраста. Примећене су и одређене географске разлике у инциденци болести са годинама живота; нпр. у Турској од овог паразитозе више оболевају деца.

## Етипатогенеза
Узрочник метиљавости је Фасциола хепатика, пљоснати паразит листастог облика, сивкастозелене боје, дуг 2-3 cm и широк (у најширем делу) 1-1,5 cm, са многобројним ситним љуспицама на кутикули.
Паразитира у жучним каналима и жучном мехуру. Јаја паразита која су овална, жућкасте боје, дужине 130-140, а ширине 70-90 микрометара, са поклопцем у ужем делу, жучоводом доспевају у црева и изметом се елиминишу у спољну средину. У зависности од услова спољашње средине, у јајима се за 15-30 дана образује мирацидијум. Пошто напусти јаје, мирацидијум плива у води и након сусрета са прелазним домаћином, барским или
слатководним пужићем (лат. Galba truncatula), продире у њихово тело. У пужићу ларвени развој траје 8-12 недеља. Од једног мирацидијума може се образовати неколико стотина церкарија, које пошто напусте пужића, губе репић, учауре се и постају метацеркарије. Животиње се инфицирају када са травом, сеном или водом прогутају и метацеркарије.
У танком цреву метацеркарије губе опну и млади метиљи започињу миграцију. Прво пробијају зид црева, а затим порталним (јетреним) крвотоком, после упадања у трбушну дупљу и пробијања капсуле јетре, доспевају у паренхим јетре. Активним кретањем кроз паренхим, млади метиљи за 6-8 недеља доспевају у жучне канале, где се насељавају и након неколико месеци сазревају. У домаћину велики метиљ може да живи 5 и више година.

## Епизоотиологија
Основни тренутак у епизоотиологији фасциолозе је расејавање јаја паразита од стране великог броја и врста животиња, које су домаћини за великог метиља. Оваце, говеда и коза су коначни домаћини паразита. Други алтернативни домаћини (биљоједи) су коњи, биволи, магарци и свиње. Одрасли црви живе у жучним путевима ових домаћина одакле се повремено одвајају и доспавају у столицу.
Ако се узме у обзир да велики метиљ у домаћину живи неколико година, и да дневно положи 15-20 хиљада јаја, може се израчунати колики је биолошки потенцијал инфективног материјала, након што доспе у одговарајуће услове за даљи развој.
Прелазни домаћин паразита је барски или слатководни пужић (Galba truncatula), који је други по значају епизоотиолошки моменат. Пошто продре у тело пужића мирацидијум пролази кроз ларвени развој који се обави се за 8-12 недеља. Од једног мирацидијума може се образовати неколико стотина церкарија.
Одговарјући просторни услови за живот и развој пужића, тј. његови биотопи, су плитке, споре текуће воде, баре око водопоја, канали поред путева, подводни пашњаци и ливаде, итд.
Топлота и влага су најзначајнији фактори који погодују развоју пужића и развојних облика паразита у њима. Пужићи се размножавају веома
интензивно и само један пужић у току две генерације може дати 25-160 хиљада нових јединки. Током године огром број пужића униште његови природни непријатељи или пропадну услед спољних неповољних фактора. Ниске температуре, као и замрзавање и одмрзавање, униште највећи бој пужића током зиме, мада су и високе летње температуре и суша такође неповољни за развој пужића.
Пошто напусте пужића, церкарије губе репић, учауре се и постају метацеркарије.
Метацеркарије су такође јако остељиве на директну сунчеву светлост, док током јесењих и раних зимским темературама могу да остану инфективне преко 4 месеца. У сену могу да се одрже до 8 месеци, тако да се и животиње у стаји могу инфицирати ако се њиме хране.
Највиша концентрација метацеркарија у спољној средини је у касним летњим и раним јесењим месецима. Тада се и догађају најмасовније инфекције животиња.
Код фасциолозе се образује само ограничен имунитет, и стога се животиње сваке године могу поново инфицирати са насељавањем нових метиља.

## Клиничка слика
Код људи болест пролази кроз четири фазе: инкубациону, инвазивну или акутну, латентну и хроничну или опструктивну. У половини случајева инфестација пролази асимптоматски. Најчешће се јављају повишена телесна температура, бол у трбуху, хепатомегалија (увећана јетра), спленомегалија (увећана слезина), малаксалост, мучнина, повраћање, наузеа, дијареја, некада жутица, губитак апетита и телесне тежине, уртикарија и сл.
Код хроничне инфекције може настати холангитис са билијарним коликама, а ређе и симптоми упале панкреаса.
Код једне петине оболелих испољава се тиична клиничка слика болести, док је већина без симптома. Клинички ток болести може се поделити у четири фазе:
Инкубација
Латентни период или или инкубација који траје од апсорпције агенса до појаве првих симптома, варира од неколико дана до неколико месеци.
Акутна фаза
У овој фази паразит мигрира из перитонеалне шупљине у јетру и жучне путеве. Трајање ове фазе је два до четири месеца.
У њој се уочавају локализоване или генерализоване алергијске и токсичне реакције као што су повишена температура, бол у стомаку, хепатомегалија, губитак апетита, надимање, мучнина и повраћање, недостатак даха, уртикарија.
Латентна фаза
Ова фаза, која различити траје обухвата период до сазревања паразита. Она је без симптома и може да траје дужи временски период. У њој се оично уочава блага еозинофилија.
Хронична фаза
У њој су присутни изржени симптоми упале, хиперплазије и задебљања жучних путева и жучне кесе, са честим опструкцијама жучних канала.
Примарни симптоми су мучнина, нетолеранција на масна храна, жучне колике, опструктивна жутица, свраб, формирање камена у жучи. Након миграције паразита из хепатобилијарног система, могуће су промене на панкреасу, плућима, срчаном и скелетним мишићима.

## Дијагноза и лечење
Дијагноза се поставља на основу анамнезе, клиничке слике, прегледа крви и столице, серолошких тестова, испитивања функције јетре, ултразвука и компјутеризоване томографије.
Током лечења се примењују антихелминтици: битионол, празиквантел и триклабендазол.
Анамнеза
У анамнези значајна је епидемиолошка историја.
Лабораторијски тестови
Лабораторијским тстовима може се детектовати еозинофилија, леукоцитоза, повишена седиментација црвених крвних зрнаца, повећан ниво имуноглобулина, посебно Г и Е.
Функционални тестови јетре могу показати повишене нивое ензима јетре, повишене вредности алкалне фосфатазе и билирубина.
Коначна дијагноза може се потврдити након откривања паразитских јаја у измету коришћењем различитих техника. У ту сврху најчешће се користе имунодијагностички и антигени тестови.
Имиџинг тестови
Ако је потребно, извршити радиолошка снимања, најчешће се примењује ултразвучана сонографија и компјутеризована томографија.
Ендоскопија са биопсијом има значајну информативну вредност.

## Терапија
Третман оболелих са фасциолозом првенствено са спроводи антхелминтским средствима. Лечи се триклабендазолом, кад је он доступан, или битионолом у дози од 30 до 50 mg на kg телесне тежине, у једној дози на сваки други дан до укупно 10 до 15 доза. Лечење празиквантелом је често неуспешно.
Од симптоматске терапије корисате се антихистаминици, аналгетици, антиспазмодици, мултивитамински препарати.

## Компликације
Код нелечених или неадекватно лечених пацијената могу се развити следеће компликације:
- Асцит
- Апсцес јетре
- Гнојни холангит
- Холелитијаза
- Опструктивна жутица

## Мере превенције
Мере превенције против фасциолозе обухватају низ активности које имају за циљ уништавање паразита у животињама, уништавање прелазних домаћина и спречавање инфекције животиња.
Уништавање метиља
Уништавање метиља у животињама спроводи се редовном профилактичном дехелминтизацијом, која се обавља у пролеће и јесен.
Уништавње прелазних домаћина
Уништавње прелазних домаћина могуће је реализовати физичким, хемијским и биолошким методама.
Спречавање инфекције
У циљу спречавања инфекције животиња метацеркаријама сточари се требају придржавати следећих мера:
- избегавати испашу животиња на познатим метиљавим теренима;
- спроводити прегонско напасивање,
- избегавати коришћење сена са метиљавих ливада,
- изградити хигијенска појилишта на пашњацима...